# In Your Face (álbum de b4-4)
In Your Face es el segundo álbum del grupo canadiense b4-4. La edición estándar incluye catorce canciones, pero otras ediciones (de uno y dos discos) incluyen de dieciséis a diecisiete temas, junto con videos musicales o de agradecimiento a sus fanes.

## Características
Este segundo trabajo discográfico de b4-4 dejaría de tener a la balada romántica como protagonista (como en su primer disco), dejándole ese rol a los ritmos más rápidos y bailables típicos de las boy bands.
Sin embargo, de entre esta producción se destaca por su singularidad "Stop", una canción que quiebra con lo preestablecido para este tipo de bandas (más orientadas a los temas románticos ligeros). "Stop" habla de los enfrentamientos, la guerra, y la muerte y el sufrimiento que estos causan y apela a la unidad de las personas. En 2008, este tema sería versionado por el grupo multinacional con base en Alemania US5 que lo incluyera en su álbum Around The World.
Cabe destacar que en esta oportunidad, b4-4 tiene a Ohad, Ryan y Dan claramente inmersos en la composición de sus propias canciones, lo que se refleja en el hecho de que la mayoría de los temas de In Your Face los muestran como coautores (en b4-4 aparecen acreditados sólo en el tema "Go Go").

## Versiones
El disco 2 de la "Limited Edition" de In Your Face incluye dos pistas adicionales (bonus tracks) con versiones de temas famosos. La primera es "Human Nature", grabada originalmente por Michael Jackson para su álbum Thriller de 1982. La segunda canción es una versión de "Hard To Say I'm Sorry", uno de los más famosos temas de la popular banda estadounidense Chicago que esta grabara también en 1982.
En la "Special Edition" se incluye finalmente la versión de "I'll Be There" que b4-4 realizara del tema de The Jackson 5 y que había sido lanzada como sencillo tras las primeras ediciones de este álbum.

## Curiosidades
Además de ser el segundo y –a la postre– último álbum de b4-4 (que se disolviera en 2006), In Your Face cuenta con la particularidad de haber sido lanzado sólo en Alemania, donde el grupo canadiense contaba con particular éxito. Esto mismo llevó a que en el listado general o como pistas adicionales (según la edición) se introdujeran de entre una y tres canciones de su primer disco.

## Lista de canciones

### In Your Face
| N.º | Título                                       | Autor(es) |      |
| --- | -------------------------------------------- | --- | ---- |
| 1.  | "Intro"                                      | Letra y música: Mike Michaels, MM Dollar, Mark Tabak, Ohad Einbinder, Ryan Kowarsky, Dan Kowarsky | 2:00 |
| 2.  | "Process Of Elimination"                     | Letra y música: Jason Levine, James McCollum, Ohad Einbinder, Ryan Kowarsky, Dan Kowarsky | 3:48 |
| 3.  | "Player (You're My Ecstasy)" (video version) | Letra: Mike Michaels, MM Dollar, Mark Tabak, Ohad Einbinder, Ryan Kowarsky, Dan Kowarsky Música: Mike Michaels, MM Dollar, Mark Tabak, Sam Samer, Ohad Einbinder, Ryan Kowarsky, Dan Kowarsky        | 3:43 |
| 4.  | "Señorita"                                   | Letra y música: Mike Michaels, MM Dollar, Mark Tabak, Deema, Ohad Einbinder, Ryan Kowarsky, Dan Kowarsky                                                                                             | 3:25 |
| 5.  | "Bad Girl"                                   | Letra y música: Mike Michaels, MM Dollar, Mark Tabak, Deema, Ohad Einbinder, Ryan Kowarsky, Dan Kowarsky                                                                                             | 4:00 |
| 6.  | "Stop"                                       | Letra: Mike Michaels, MM Dollar, Mark Tabak, Ohad Einbinder, Ryan Kowarsky, Dan Kowarsky Música: Mike Michaels, MM Dollar, Mark Tabak, Sam Samer, Ohad Einbinder, Ryan Kowarsky, Dan Kowarsky        | 4:12 |
| 7.  | "You Believed In Me"                         | Letra y música: Mike Michaels, MM Dollar, Mark Tabak, Ohad Einbinder, Ryan Kowarsky, Dan Kowarsky | 3:23 |
| 8.  | "Feel Free (To Say No)" (video version)      | Letra y música: Mike Michaels, MM Dollar, Mark Tabak, Ohad Einbinder, Ryan Kowarsky, Dan Kowarsky | 3:48 |
| 9.  | "Skitz-A-Frenik"                             | Letra: Mike Michaels, MM Dollar, Mark Tabak, Ohad Einbinder, Ryan Kowarsky, Dan Kowarsky Música: Mike Michaels, MM Dollar, Mark Tabak, Sam Samer, Ohad Einbinder, Ryan Kowarsky, Dan Kowarsky        | 3:45 |
| 10. | "Another Lonely Night"                       | Letra: Mike Michaels, MM Dollar, Mark Tabak, Ohad Einbinder, Ryan Kowarsky, Dan Kowarsky Música: Mike Michaels, MM Dollar, Mark Tabak, Sam Samer, Ohad Einbinder, Ryan Kowarsky, Dan Kowarsky        | 3:25 |
| 11. | "Because I Love You"                         | Letra y música: Mike Michaels, MM Dollar, Mark Tabak, Sam Samer, Ohad Einbinder, Ryan Kowarsky, Dan Kowarsky                                                                                         | 3:26 |
| 12. | "Baby You're The One"                        | Letra: Mike Michaels, MM Dollar, Mark Tabak, Deema, Ohad Einbinder, Ryan Kowarsky, Dan Kowarsky Música: Mike Michaels, MM Dollar, Mark Tabak, Sam Samer, Ohad Einbinder, Ryan Kowarsky, Dan Kowarsky | 3:38 |
| 13. | "Take It Away From Me"                       | Letra y música: Mike Michaels, MM Dollar, Mark Tabak, Ohad Einbinder, Ryan Kowarsky, Dan Kowarsky | 4:44 |
| 14. | "Everyday"                                   | Letra y música: Jason Levine, James McCollum | 4:06 |

### In Your Face (Limited Edition)
Disco 1
- El listado es igual al de la edición estándar.

Disco 2
| N.º | Título                     | Autor(es)                                  |       |
| --- | -------------------------- | ------------------------------------------ | ----- |
| 1.  | "Human Nature"             | Letra y música: Steve Porcaro, John Bettis | 3:38  |
| 2.  | "Hard To Say I'm Sorry"    | Letra y música: David Foster, Peter Cetera | 3:50  |
| 3.  | Feel Free (To Say No)      |                                            | video |
| 4.  | Player (You're My Ecstasy) |                                            | video |

### In Your Face (Special Edition)
| N.º | Título                                       | Autor(es) |      |
| --- | -------------------------------------------- | --- | ---- |
| 1.  | "Intro"                                      | Letra y música: Mike Michaels, MM Dollar, Mark Tabak, Ohad Einbinder, Ryan Kowarsky, Dan Kowarsky | 2:00 |
| 2.  | "Process Of Elimination"                     | Letra y música: Jason Levine, James McCollum, Ohad Einbinder, Ryan Kowarsky, Dan Kowarsky | 3:48 |
| 3.  | "Player (You're My Ecstasy)" (video version) | Letra: Mike Michaels, MM Dollar, Mark Tabak, Ohad Einbinder, Ryan Kowarsky, Dan Kowarsky Música: Mike Michaels, MM Dollar, Mark Tabak, Sam Samer, Ohad Einbinder, Ryan Kowarsky, Dan Kowarsky        | 3:43 |
| 4.  | "Señorita"                                   | Letra y música: Mike Michaels, MM Dollar, Mark Tabak, Deema, Ohad Einbinder, Ryan Kowarsky, Dan Kowarsky                                                                                             | 3:25 |
| 5.  | "I'll Be There" (video version)              | Letra y música: Berry Gordy, Bob West, Hal Davis, Willie Hutch | 3:59 |
| 6.  | "Stop"                                       | Letra: Mike Michaels, MM Dollar, Mark Tabak, Ohad Einbinder, Ryan Kowarsky, Dan Kowarsky Música: Mike Michaels, MM Dollar, Mark Tabak, Sam Samer, Ohad Einbinder, Ryan Kowarsky, Dan Kowarsky        | 4:12 |
| 7.  | "Bad Girl"                                   | Letra y música: Mike Michaels, MM Dollar, Mark Tabak, Deema, Ohad Einbinder, Ryan Kowarsky, Dan Kowarsky                                                                                             | 4:00 |
| 8.  | "You Believed In Me"                         | Letra y música: Mike Michaels, MM Dollar, Mark Tabak, Ohad Einbinder, Ryan Kowarsky, Dan Kowarsky | 3:23 |
| 9.  | "Feel Free (To Say No)" (video version)      | Letra y música: Mike Michaels, MM Dollar, Mark Tabak, Ohad Einbinder, Ryan Kowarsky, Dan Kowarsky | 3:48 |
| 10. | "Skitz-A-Frenik"                             | Letra: Mike Michaels, MM Dollar, Mark Tabak, Ohad Einbinder, Ryan Kowarsky, Dan Kowarsky Música: Mike Michaels, MM Dollar, Mark Tabak, Sam Samer, Ohad Einbinder, Ryan Kowarsky, Dan Kowarsky        | 3:45 |
| 11. | "Another Lonely Night"                       | Letra: Mike Michaels, MM Dollar, Mark Tabak, Ohad Einbinder, Ryan Kowarsky, Dan Kowarsky Música: Mike Michaels, MM Dollar, Mark Tabak, Sam Samer, Ohad Einbinder, Ryan Kowarsky, Dan Kowarsky        | 3:25 |
| 12. | "Because I Love You"                         | Letra y música: Mike Michaels, MM Dollar, Mark Tabak, Sam Samer, Ohad Einbinder, Ryan Kowarsky, Dan Kowarsky                                                                                         | 3:26 |
| 13. | "Baby You're The One"                        | Letra: Mike Michaels, MM Dollar, Mark Tabak, Deema, Ohad Einbinder, Ryan Kowarsky, Dan Kowarsky Música: Mike Michaels, MM Dollar, Mark Tabak, Sam Samer, Ohad Einbinder, Ryan Kowarsky, Dan Kowarsky | 3:38 |
| 14. | "Take It Away From Me"                       | Letra y música: Mike Michaels, MM Dollar, Mark Tabak, Ohad Einbinder, Ryan Kowarsky, Dan Kowarsky | 4:44 |
| 15. | "Everyday"                                   | Letra y música: Jason Levine, James McCollum | 4:06 |

Pistas adicionales
| N.º | Título      | Autor(es)                                    |      |
| --- | ----------- | -------------------------------------------- | ---- |
| 16. | "Get Down"  | Letra y música: Jason Levine, James McCollum | 3:44 |
| 17. | "Endlessly" | Letra y música: Jason Levine, James McCollum | 3:41 |

"Enhanced Track"
| Nº  | Título                              |       |
| --- | ----------------------------------- | ----- |
| 18. | Exclusive & special video greetings | video |